# Altes Palmenhaus (Wien-Schönbrunn)

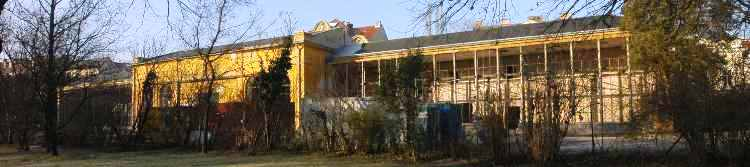
Das Alte Palmenhaus nach Beginn der Umbauarbeiten, 2006.

Das Alte Palmenhaus in Schönbrunn ist ein Gewächshaus am westlichen Rand des Schönbrunner Schlossparks im 13. Wiener Gemeindebezirk Hietzing. Es wurde am Beginn des 19. Jahrhunderts errichtet. Nach einer wechselvollen Geschichte (unter anderem als Film- und Fernsehstudio) ist es nun Teil des Tiergartens Schönbrunn.

## Geschichte

### Ursprung
Das Palmenhaus wurde 1820 (anderen Quellen zufolge 1828 bzw. 1836) im Auftrag von Kaiser Franz I. als dreiteiliges Orangeriegebäude am Rand des Schlossparks an der heutigen Maxingstraße errichtet. Es war für botanische Neuerwerbungen vorgesehen, die bei einer mehrjährigen Brasilien-Expedition gesammelt worden sind. Das sich in Nord-Süd-Richtung erstreckende Bauwerk hatte eine gegen Osten gerichtete Glasfassade. Trotz des geringen Lichteinfalls gelangen gute Kulturerfolge. 1860 wurde das Gebäude erweitert. Nachdem 1884 das heutige Palmenhaus fertiggestellt war, verlor das ältere Gebäude an Bedeutung. 1889 wurden zwei Volieren für exotische Vögel angebaut, 1910 ein Verwaltungsgebäude. Es wurde jedoch bald darauf geschlossen.

### Film- und Fernsehstudio
Um 1920 wurde das Gebäude zum Filmstudio umgebaut und die Glasfassade vermauert. In den nächsten Jahrzehnten wurden die Räumlichkeiten als Schönbrunner Filmatelier von der Schönbrunn-Film-Gesellschaft genutzt, ab 1939 war das Studio Teil der staatlichen Wien-Film. Ab Dezember 1956 wurde das leerstehende Studio vom jungen ORF genutzt, für den Schönbrunn zum ersten größeren Fernsehstudio nach dem in Wien-Meidling beheimateten Probebetrieb wurde. Ab 1972 wurde die Halle von der Hochschule für Musik und darstellende Kunst als Probebühne genützt. Durch die dafür notwendigen Umbauten und Adaptierungen war das Gebäude zu Ende des 20. Jahrhunderts kaum mehr als Palmenhaus zu erkennen.
Zu den im Atelier Schönbrunn gedrehten Filmen zählen u. a. Klassiker der Wiener Films wie Hallo Dienstmann (1952) und Sissi (1955). Aber auch Propagandafilme wie Heimkehr (1941) mit Paula Wessely oder Wien 1910 (1943) mit Rudolf Forster als Karl Lueger entstanden zum Teil in diesem Studio. Zu Zeiten des ORF wurden hier Sendungen wie die Nachrichtensendung Zeit im Bild produziert.

### Umbau

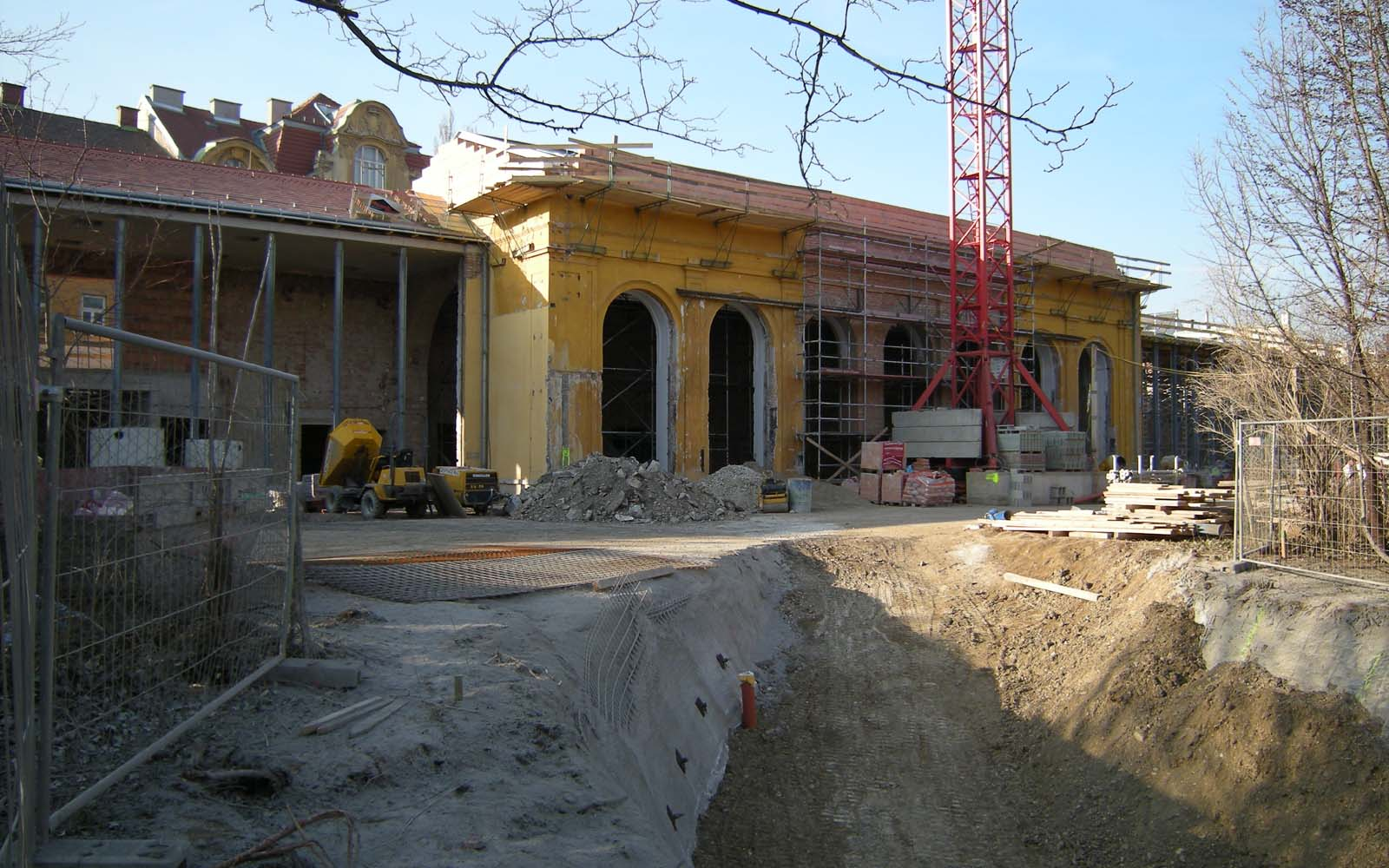
Untertunnelung des botanischen Gartens, 2009

Als das Gebäude nicht mehr als Filmstudio genutzt wurde und leer stand, wurde eine neue Nutzung gesucht. Die historische Substanz war im Wesentlichen gut erhalten. So konnte das ursprüngliche Erscheinungsbild wieder hergestellt werden. Die Bauarbeiten begannen 2006. Es wurden Nebengebäude und alle Studio-Bauten abgebrochen und die Glasfassade wiederhergestellt.

### ORANG.erie
Im Mai 2009 wurde das Gebäude neu eröffnet. Der neue Name bezieht sich zum einen auf die ursprüngliche Bedeutung des Gebäudes als Orangerie und zum anderen auf die Orang-Utans des Tiergartens Schönbrunn, die im südlichen (linken) Teil des Gebäudes eine neue Heimat gefunden haben. Neben einem modernen und umfangreichen Innenbereich mit Seilen zum Schwingen steht ihnen auch ein großer Außenbereich mit bis zu elf Meter hohen Bäumen zur Verfügung. Zum Besucherbereich, der sich im Mittelteil des Gebäudes befindet, ist das Gehege mit großen Glasscheiben abgetrennt, die einen guten Blick auf die Menschenaffen bieten.
Im nördlichen Teil des Gebäudes ist das Café „Atelier Nonja“ untergebracht, in dem Bilder der Namensgeberin zu sehen sind.
Im Obergeschoß befindet sich eine Bibliothek.
Der Verein der Freunde des Tiergartens Schönbrunn hält im Festsaal einmal im Monat Abendvorträge ab.
Mit dem Tiergarten Schönbrunn ist die ORANG.erie durch eine Fußgängerpassage unterhalb des Botanischen Gartens verbunden.